# Lexington (Alabama)
Lexington ist eine Town im Lauderdale County im Norden des US-Bundesstaates Alabama mit 840 Einwohnern (Volkszählung 2000).
Die Stadtfläche beträgt 8,3 km². Der ZIP Code (Postleitzahl) der Stadt ist 35648.

## Söhne und Töchter der Stadt
- Joe Louis (1914–1981), Boxer im Schwergewicht